# チャールズ・カドマン
チャールズ・ウェイクフィールド・カドマン（Charles Wakefield Cadman, 1881年12月24日 - 1946年12月30日）はアメリカ合衆国の作曲家。アメリンディアンの民謡を和声付けした歌曲《青い水の国から "From the Land of the Sky Blue Water" 》《夜明けに "At Dawning" 》が特に有名で、1920年代に人気があった。

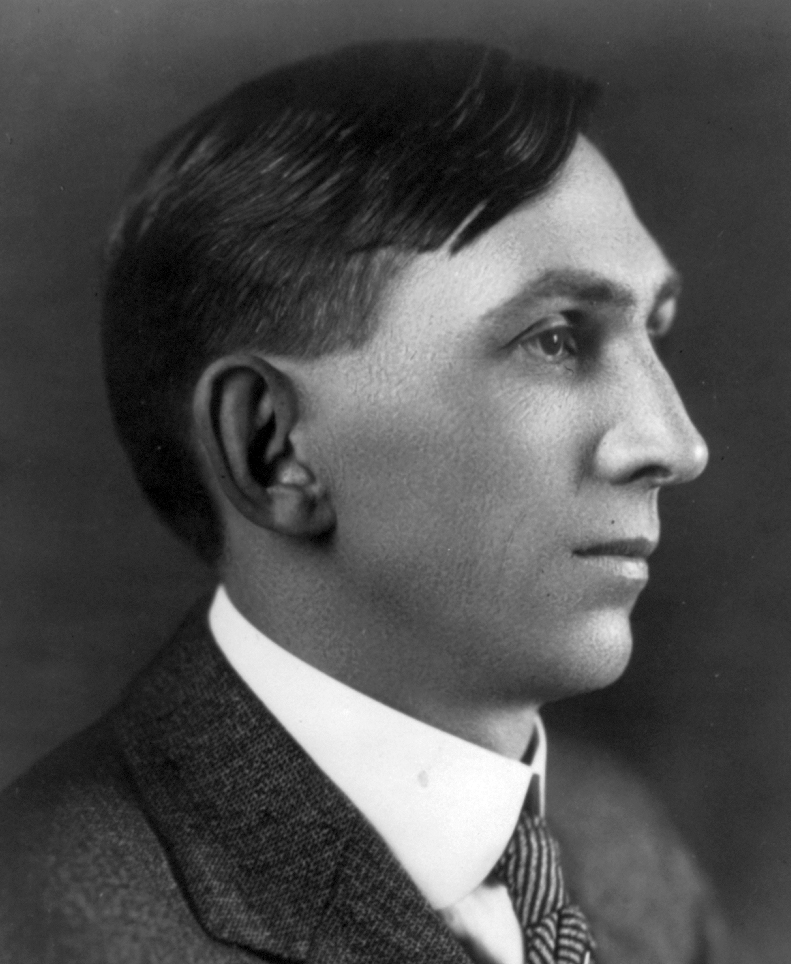
チャールズ・カドマン

当初は教会オルガニストや音楽評論家として活動したが、間もなくアメリカ先住民の伝承文化への興味に導かれて創作活動へと転じた。長年、夏ごとにアメリカ先住民の文化と音楽様式を研究史、その影響を受けるようになる。1929年にフォックス社に雇われてハリウッドに移り、映画音楽の作曲に着手した。主な映画音楽に、
「 The Sky Hawk 」「 Captain of the Guard 」「 Women Everywhere 」「 Harmony at Home 」がある。アメリカで「インディアン」文化への興味が衰えると、カドマンの知名度もまた衰えた。カドマンは全部で300以上の歌曲を作曲し、先住民に基づく音楽を数百曲手懸けた。